# Armenia Wilsoniana

Proyección ortográfica con zoom de la Armenia Wilsoniana.

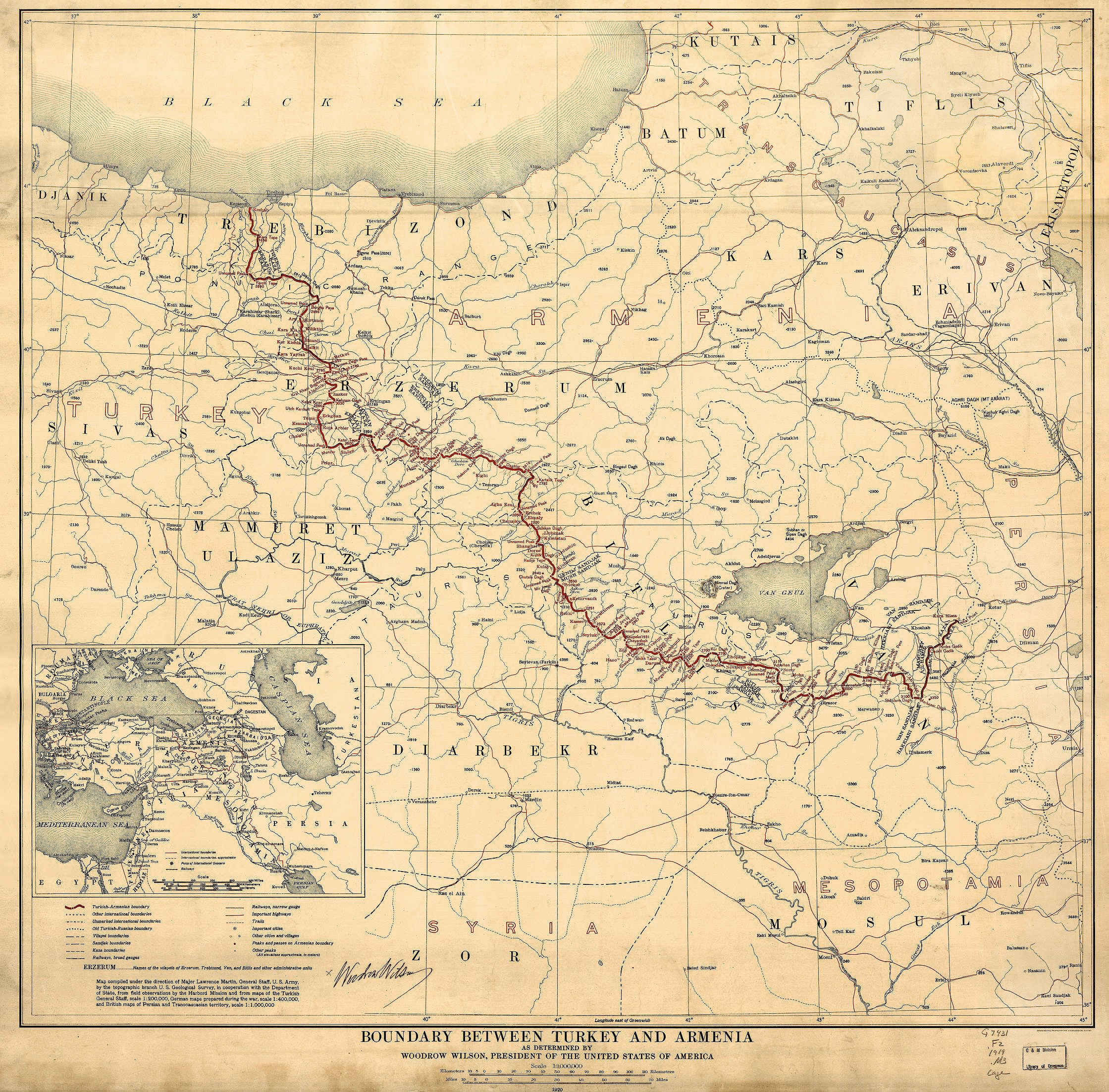
Mapa de la Armenia Wilsoniana como fue prometida durante la división del Imperio Otomano en el Tratado de Sèvres.

La Armenia Wilsoniana se refiere al proyecto de Estado armenio a costa del Imperio Otomano durante la partición del Imperio Otomano y después de su derrota en la Primera Guerra Mundial, según el Tratado de Sèvres firmado por Turquía y algunos de los Aliados, el 10 de agosto de 1920, —pero que nunca fue ratificado— que dejó la delimitación de la frontera en manos del Presidente de los Estados Unidos Woodrow Wilson.[cita requerida] El tratado final, sin embargo, no fue firmado por los Estados Unidos, y aunque aceptado por un Imperio Otomano en absoluta descomposición, fue rechazado por los turcos, dando lugar a una nueva guerra. 
El proyecto de Estado incorporaba las provincias de Erzurum, Bitlis y Van, que eran partes de la región denominada Armenia otomana (conocida también como la Armenia Occidental). Esta región se amplió hacia el norte, hasta la zona oeste de la provincia de Trebisonda para proporcionar a la República Democrática de Armenia una salida al mar Negro en el puerto de Trebisonda.
La Guerra de Independencia Turca, en la que los turcos vencieron a los armenios y a los griegos, obligó a los Aliados a volver a la mesa de negociaciones antes de la ratificación del Tratado. Las partes firmaron y ratificaron el Tratado de Lausana en 1923, que anuló el Tratado de Sèvres, y también estableció las actuales fronteras de Turquía. Las fronteras orientales las obtuvieron por medio del Tratado de Alexándropol el 2 de noviembre de 1920, y mediante el Tratado de Kars, firmado el 23 de octubre de 1921 y ratificado en Ereván el 11 de septiembre de 1922, con Armenia y la Unión Soviética, confirmando el Tratado de Lausana. El Tratado de Lausana y artículos relacionados no son reconocidos por el actual gobierno de la República de Armenia.

## Negociaciones
Durante la Conferencia de Londres, el primer ministro británico David Lloyd George animó a Wilson a aceptar un mandato para Anatolia, y, en particular, con el apoyo de la diáspora armenia de las provincias reclamadas por la Administración de Armenia Occidental. Wilson envió a la Comisión King-Crane y al General James Harbord a la región  para escuchar las reclamaciones de los nacionalistas armenios, y para determinar si estas afirmaciones son compatibles con los Catorce puntos del Presidente Wilson. 
El punto 12 decía:
"Seguridad de desarrollo autónomo de las nacionalidades no turcas del Imperio otomano, y el Estrecho de los Dardanelos libres para toda clase de barcos."
La Comisión King-Crane abordó la cuestión de si debería haber un Estado armenio, y con independencia de que este Estado debería ser creado con un mandato de EE UU. La Comisión King-Crane llegó a la conclusión de que debe haber uno. Se ha señalado que los argumentos que la Comisión ha propuesto para justificar la creación de un estado armenio fueron muy similares a los argumentos que más tarde se darían para la existencia de Israel, después de la Segunda Guerra Mundial.

## Argumentos armenios
La Federación Revolucionaria de Armenia (ARF), utilizando su posición de dirigentes del movimiento nacional armenio, dijo que "esta región no debía ser parte del Imperio Otomano". Afirmaron que "los armenios tienen la capacidad de construir una nación". Los armenios tenían el control de facto de una región en torno a la provincia de Van del Imperio Otomano durante casi 3 años (1915-1918). La ARF declaró que era natural anexar esta región a la República Democrática de Armenia (1918-1920), el primer establecimiento de una moderna república de Armenia, que se creó después de la caída del Imperio Ruso.
Otro argumento desarrollado durante este período fue que la población era cada vez más mayor de Armenia, los armenios no eran una minoría, sino una pluralidad, y moverlos a otra zona debía ser considerada como una opción. En 1917, unos 150 000 armenios se trasladaron a las provincias de Erzurum, Bitlis, Muş y Van.  Los armenios comenzaron la construcción de sus viviendas y la creación de sus tierras de cultivo.

## La conclusión de Wilson
Woodrow Wilson acordó transferir lo que se denominará como "Armenia Wilsoniana" a los armenios en el Tratado de Sèvres. Wilson en una carta de aceptación (para marcar la frontera) en la Conferencia de Paz de París en 1919, dijo: "El mundo espera de los armenios que den todo el aliento y ayuda a su alcance a los turcos refugiados que deseen regresar a sus antiguos hogares en las provincias de Trebisonda, Erzurum, Van, Bitlis y, recordando que estos pueblos, también, han sufrido mucho." Hoy en día, como una continuación de la meta inicial, la creación de un país libre, independiente, unido y consistente en todos los territorios designados como Armenia Wilsoniana por el Tratado de Sèvres, así como las regiones de Artsakh, Javakhk, y Najicheván, es el primer objetivo de la Federación Revolucionaria de Armenia, independientemente del hecho de que muchos de estos territorios ahora son ocupados por los pueblos turco y kurdo.

## Secuela
En los siguientes meses se demostraba que la Comisión King-Crane no había analizado adecuadamente la situación. Algunas fuentes incluso afirmaban que ni siquiera pasó el tiempo suficiente. El Tratado de Alexandropol y, a continuación, el Tratado de Kars fueron los primeros bloqueos a esta idea.